# الماسة فلورنسا

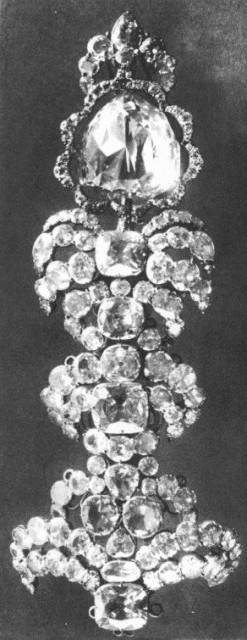

الماسة فلورنسا تعرف أيضا بأسماء توسكان، ماسة توسكانا، دوق توسكانا الأكبر، الماسة النمساوية والماسة الصفراء النمساوية. هي الماسة مفقودة من أصل هندي. لونها أصفر فاتح اللون مع بقع خضراء خفيفة للغاية. تم قطعها على شكل وردة غير منتظمة (على الرغم من كونها معقدة للغاية) ذات 9 جوانب من 126 وردة مزدوجة، بوزن 137.27 قيراط (27.454 جم).

## التاريخ المتنازع عليه
أصول الحجر متنازع عليها. وبحسب ما ورد، تم قطعه من قبل لوديويك فان بيركن لشارل الجريء، دوق بورغوندي.  يقال إن شارل كان يرتديها عندما سقط في معركة مورات في 22 يونيو 1476. وجدها فلاح أو جندي مشاة على شخص الدوق وباعها بفرنكين، ظنا منه أنه زجاج.  قام المالك الجديد بارثولوميو ماي، وهو مواطن من برن، ببيعها إلى الجنويين، الذين باعوها بدورهم إلى لودوفيكو سفورزا. عن طريق فوغر دخلت خزينة ميديشي في فلورنسا. تم تسمية البابا يوليوس الثاني أيضًا كأحد مالكيها.
نسخة أخرى من التاريخ المبكر للحجر هي أن الحجر الخام تم الحصول عليه في أواخر القرن السادس عشر من ملك فيجاياناغارا في جنوب الهند من قبل الحاكم البرتغالي لغوا، لودوفيكو كاسترو، كونت مونتيسانتو. تم إيداع الكريستال لدى اليسوعيين في روما حتى نجح فرديناندو الأول دي ميديشي، دوق توسكانا الأكبر، في شرائه من عائلة كاسترو نورونها مقابل 35000 كروكاتي برتغالي، بعد مفاوضات مطولة.
كوزيمو الثاني، ابن الدوق فرديناند، عهد أخيرًا بصفقة والده إلى قاطع، بومبيو ستيودنتولي، وهو من البندقية يعمل في فلورنسا. تم تسليم الأحجار الكريمة النهائية في 10 أكتوبر 1615. يؤكد الجرد الذي تم إجراؤه عند وفاة كوزيمو حصول فرديناند على الماس الخام ويصف الأحجار الكريمة بأنها «ذات أوجه من كلا الجانبين ومحاطة بشريط مرصع بالماس». ومن المعروف أيضا باسم الماس دوفنر.

## التاريخ الموثق
يبدأ التاريخ الموثق عندما رأى الصائغ والرحالة الفرنسي جان بابتيست تافرنييه الحجر بين ممتلكات فرديناندو الثاني دي ميديشي، دوق توسكانا الأكبر في عام 1657. انتقلت بعد ذلك إلى أيدي آل هابسبورغ عندما توفي آخر ميديشي من خلال زواج فرانسيس الثالث ستيفان من لورين من إمبراطورة النمسا ماريا تيريزا وتم وضعها في مجوهرات تاج هابسبورغ في هوفبورغ في فيينا. في ذلك الوقت، كانت قيمتها 750 ألف دولار.
بعد سقوط الإمبراطورية النمساوية خلال الحرب العالمية الأولى، أخذ الحجر من قبل كارل الأول من النمسا إلى المنفى في سويسرا.  سُرق الحجر في وقت ما بعد عام 1918 من قبل شخص قريب من العائلة الإمبراطورية ونقله إلى أمريكا الجنوبية مع جواهر أخرى من جواهر التاج. بعد ذلك، ترددت شائعات بأن الماسة تم إحضارها إلى الولايات المتحدة في عشرينيات القرن الماضي وتم إعادة قطعها وبيعها.